# 六四事件期間的持不同政見者
六四事件也称指1989年4月15日至6月4日期間發生在北京的一系列學生運動，在時任總理李鹏宣布戒严后，抗议运动被强行镇压。據估计，因参与此次运动而死亡的平民接近或超过一万人。

## 通緝名單

### 學生领袖
1989年6月13日， 北京市公安局发布了《北京市公安局搜捕“高自联”在逃分子通缉令》，列出了21名在逃學生，这21名学生都是“北京高校学生自治联合会”（簡稱“北高聯”）的成員，該联合会是六四事件中重要的学生组织，王丹、吾爾開希·多萊特和柴玲位居通緝名單前列。名单公布后，在香港人士组织的“黃雀行動”的协助下，21名通緝犯中有7名逃離中国。尽管已经过去了数十年，但中国政府从未撤銷通緝名單。
通緝令原文如下：
非法组织“北京市高校学生自治联合会”（“高自联”）在北京煽动、组织反革命暴乱，现决定对其在逃的头头和骨幹分子王丹等二十一人实施通缉（通缉名单及体貌特征、照片附后），请接此通缉令后，立即部署查缉，发现后即予拘留，并即告北京市公安局。
通緝名單上的21名學生领袖如下： 
| 姓名     | 性别 | 生日或年龄    | 籍贯或住址                                 | 描述                                                     |
| -------- | ---- | ------------- | ------------------------------------------ | -------------------------------------------------------- |
| 王丹     | 男   | 1969年2月26日 | 吉林省                                     | 北京大学历史系学生，身高1.73米左右，北京口音             |
| 吾尔开希 | 男   | 1968年2月17日 | 新疆维吾尔自治区                           | 北京师范大学教育系88级学生，维吾尔族，身高1.74米，讲汉话 |
| 劉剛     | 男   | 28歲          | 吉林省辽源市                               | 原北京大学物理系研究生，身高1.65米左右，东北口音         |
| 柴玲     | 女   | 1966年4月15日 | 山东省日照市                               | 漢族，北京师范大学心理系86级研究生，身高1.56米           |
| 周鋒鎖   | 男   | 1967年10月5日 | 陕西省长安县                               | 漢族，清华大学物理系85级学生，身高1.76米                 |
| 翟伟民   | 男   | 21歲          | 河南省新安县                               | 北京经济学院学生，身高1.68米，河南口音，乡音较重         |
| 梁擎暾   | 男   | 1969年5月11日 | 四川省蓬溪县                               | 北京师范大学心理学系87级学生，身高1.71米，会讲普通话     |
| 王正云   | 男   | 1968年10月    | 家住云南省红河州金平县勐拉区南柯乡联防村   | 中央民族学院学生，苦聪人，身高1.67米，云南口音           |
| 郑旭光   | 男   | 20歲          | 河南省密县 家住西安市环城西路北巷56号      | 北京航空航天大学学生，身高1.81米，体重63公斤             |
| 马少方   | 男   | 1964年11月    | 江苏省江都县                               | 北京电影学院夜大剧作班学生，身高1.67米左右               |
| 杨涛     | 男   | 19歲          | 福建省福州市                               | 北京大学历史系学生，身高1.70米左右，讲普通话             |
| 王治新   | 男   | 1967年11月    | 山西省介休县 家住山西省榆次市纺织工业学校  | 中国政法大学学生，身高1.69米左右                         |
| 封从德   | 男   | 1966年3月5日  | 四川省                                     | 北京大学遥感所86级硕士研究生，身高1.70米左右             |
| 王超華   | 女   | 37歲          |                                            | 中国社会科学院研究生，身高1.63米左右                     |
| 王有才   | 男   | 1966年6月     | 浙江省                                     | 北京大学物理系代培研究生                                 |
| 张志清   | 男   | 1964年6月     | 山西省太原市                               | 中国政法大学第二学士班学生                               |
| 张伯笠   | 男   | 26歲          | 黑龙江省望奎县                             | 北京大学作家班学员，身高1.75米左右                       |
| 李录     | 男   | 1966年4月6日  | 河北省唐山市                               | 南京大学学生，身高1.74米左右                             |
| 张铭     | 男   | 1965年4月     | 吉林省吉林市                               | 清华大学汽车工程系学生                                   |
| 熊炜     | 男   | 1966年7月     | 湖北省应城县 住北京海淀马神庙一号47单元502 | 清华大学无线电系85级学生                                 |
| 熊焱     | 男   | 1964年9月1日  | 湖南省双峰县                               | 北京大学法律系代培研究生                                 |

當時的電視節目不斷循環播放21名被通緝的學生的照片和簡介。
21名学生在被捕或逃亡后都有着各种各样的经历，有些人无意回国而留在国外，而另一些人则选择繼續留在中国，例如张銘。在当时“黃雀行動”的幫助下，21名学生领袖中只有7名順利逃亡，如学生领袖柴玲和吾爾開希得以逃到美国、英国、法国和其他西方国家。逃亡國外者迄今依舊流亡，後來他们陸續公开了自己的经历。通緝名单上的第17名学生张伯笠写了一本书，名为《逃离中国》，详细介绍了他参与八九学运以及事后逃亡的经历。1989年之後，流亡者们通常都很难再回到中国，试图重新回到中國的吾爾開希被拒絕入境，但未被逮捕。21名流亡者中有许多人已加入人权组织或就職於私营企业。然而，其余未能成功逃亡國外者則被捕并被监禁，有些人的刑期很长，例如王丹，他是八九学运中最引人注目的领导人之一，在21人通緝榜單中名列第一。王丹在假释后继续进行维权活动，随后因颠覆罪被判处11年有期徒刑。在保定被捕的刘刚，企图在監獄和獄友一起發動絕食抗議。通緝名单上第21名学生熊焱在监狱里度过了19个月，被釋放後他來到美国，在那里繼續与六四学运人士保持联系并参加民主活动，2009年他受到“香港市民支援愛國民主運動聯合會”的邀请來到香港，参加六四事件20周年纪念仪式，该組織在每年6月4日都會举行烛光守夜活动。
通緝名單上的21名學生并非所有人都像柴玲或王丹那样出名，像张志清這樣的人基本上已在公眾視野中消失。被逮捕的張志清在1991年1月获释之后，人們对他的处境以及住处一无所知。其他不太为人所知的持不同政见者包括周锋锁和王正云。八九学运期间，周锋锁是清华大学的一名物理系学生，也是“北京高校学生自治联合会”的常務委員會委员。周鋒鎖被其姐姐舉報，并于1989年6月13日在西安被捕。由于国际压力，周鋒鎖和其他97名政治犯一起被监禁一年，然后于1990年获释。隨後周前往美国，就读于芝加哥大学，並與他人共同创立了“人道中国”組織，该组织旨在促进中国法治，並为中国政治犯筹集援助资金。王正云是中央民族大学的学生，在當時也是唯一一名苦聪人大學生，他于1989年7月被捕，并于两年后获释，被送回了他在云南农村的老家。1998年12月，王正云、翟伟民等18名持不同政见者通过绝食以抗议中国民主党成员和其他异见人士遭到压迫。
马少方和杨涛是另一对持不同政见者，尽管他们不断进行维权活动，但仍然缺乏公众关注。八九学运期间，马少方是北京电影学院的学生，并于1989年6月13日向當局自首。1990年10月，他因反革命宣传煽动罪被判入狱三年。1994年5月，他和王丹等异见人士一同向全国人民代表大会提交请愿书，要求重新評價六四事件，此后他在尝试开办企业时遇到了麻煩，並一直从事一系列短期工作，後來居住在深圳。曾担任“北京高校学生自治联合会”负责人的杨涛此後一直留在中国，他最初被指控为反革命暴乱的煽动者，并于1989年6月16日起被监禁一年。1998年，他写了一封公开信，要求释放被逮捕的王有才。因楊濤坚持要求政府停止將六四事件認定為反革命暴乱，致使他於1999年再度入狱，罪名是煽动颠覆国家政权罪，但由于缺乏证据，他最終以偷税罪名義于12月23日被起诉，并于2003年1月5日被判处四年刑期。2003年5月楊濤获释，出獄後生活艱難。

### 其他相關人士
中共当局对六四学运人士进行了大规模逮捕，审判和处决了许多工人。相反，学生（其中许多人来自相对富裕的家庭且人脉很好）受到的判决则要轻得多。被六四事件牽連的许多学生和大学职员因而存在政治上的污點而不再被用人单位聘用。
八九学运期間的中國其他城市，也有規模相對較小的抗議活動。一些目击北京惨案的大学教职员工和学生返校后繼續舉辦纪念活动。例如，在上海交通大学，校党委书记组织了一次公開的纪念活动，工科学生制作了一个大型金属花环。2012年对话基金会援引一份湖南省官方资料称，有1602人因參與六四事件而被监禁。截至2012年5月，至少有2人仍在北京被监禁，另有5人下落不明。据报道，2014年6月，苗德顺被认为是最后一名參與六四事件的在押囚犯。